# Edmund Hottenroth
Edmund Hottenroth (* 9. Oktober 1804 in Blasewitz bei Dresden; † 13. April 1889 in Rom) war ein deutscher Landschaftsmaler der Spätromantik. Die Brüder Woldemar und Edmund Hottenroth sind typische Vertreter der Malerei der Dresdner Spätromantik.

## Leben

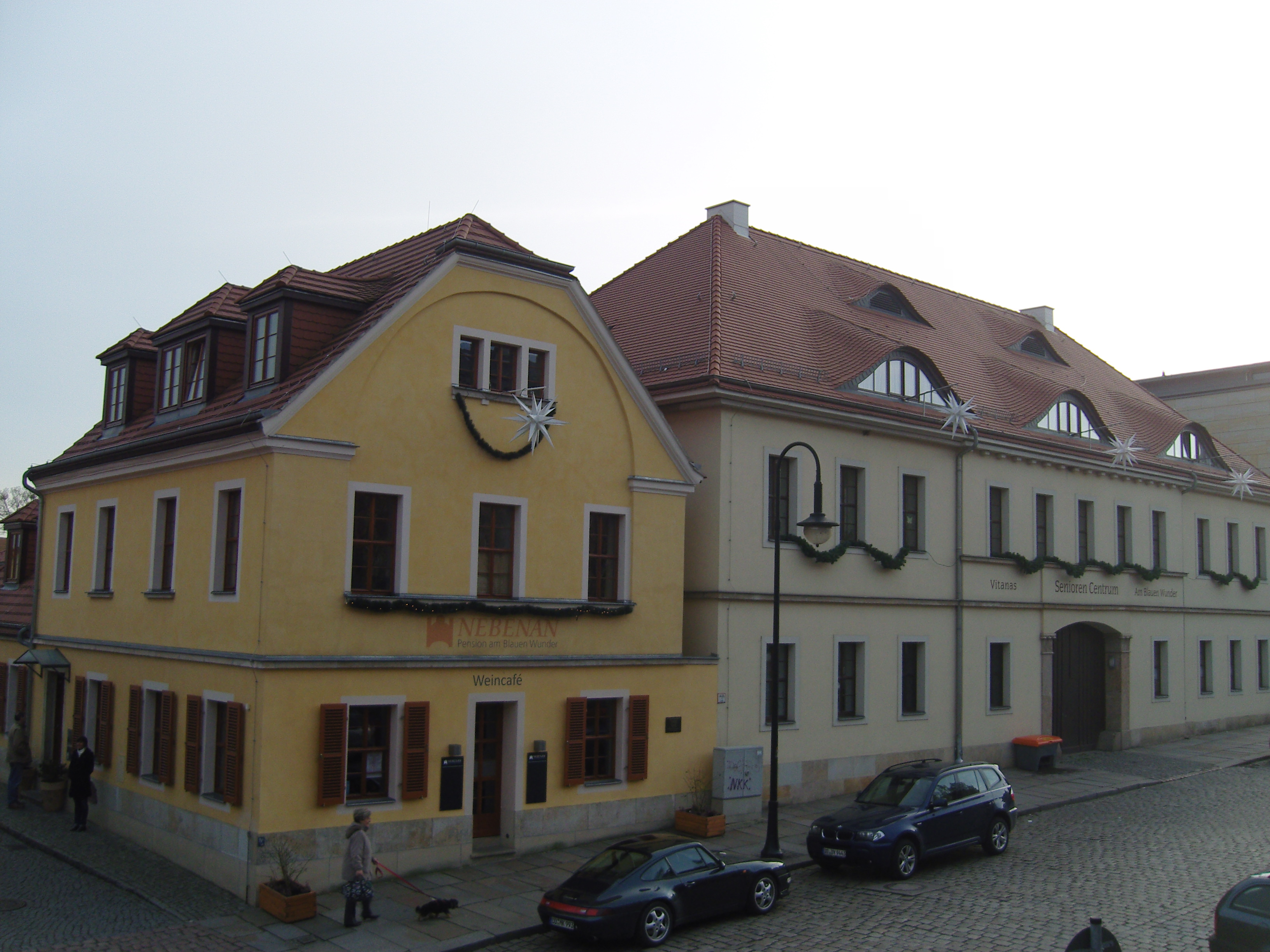
Geburtshaus von Edmund Hottenroth in Blasewitz

Edmund Hottenroth wurde als Sohn des Kammerdieners Franz Aloys Hottenroth und Josepha Hottenroth, geb. Busetti, geboren. Ihre Vorfahren waren italienische Kaufleute, die während des Baus der Hofkirche nach Dresden gekommen waren.
Er besuchte zunächst die katholische Schule in Dresden und absolvierte danach eine Kaufmannslehre.
Das Zeichnen und Malen brachte er sich autodidaktisch bei, wobei er unter anderem von Caspar David Friedrich und Johann Clausen Dahl unterwiesen wurde. Gemeinsam mit seinem Bruder Woldemar unternahm er 1826 eine Reise ins Riesengebirge und nach Böhmen. Ab 1829 war er (ebenfalls gemeinsam mit seinem Bruder) zunächst bis 1830 in Paris, danach begann die gemeinsame Studienreise nach Italien. In Rom gehörten sie zum deutsch-römischen Künstlerkreis und wurden unter anderem von Joseph Anton Koch und Johann Christian Reinhart unterwiesen.
Während sein Bruder 1844 wieder nach Deutschland zurückkehrte, blieb Edmund in Rom und verschrieb sich der Landschaftsmalerei, zu seinen Arbeiten gehörte die Ausgestaltung des Caffè Greco in Rom. Er starb 1889 in Rom und wurde dort beigesetzt.

## Werke
- Kreuz in den Volkser Bergen

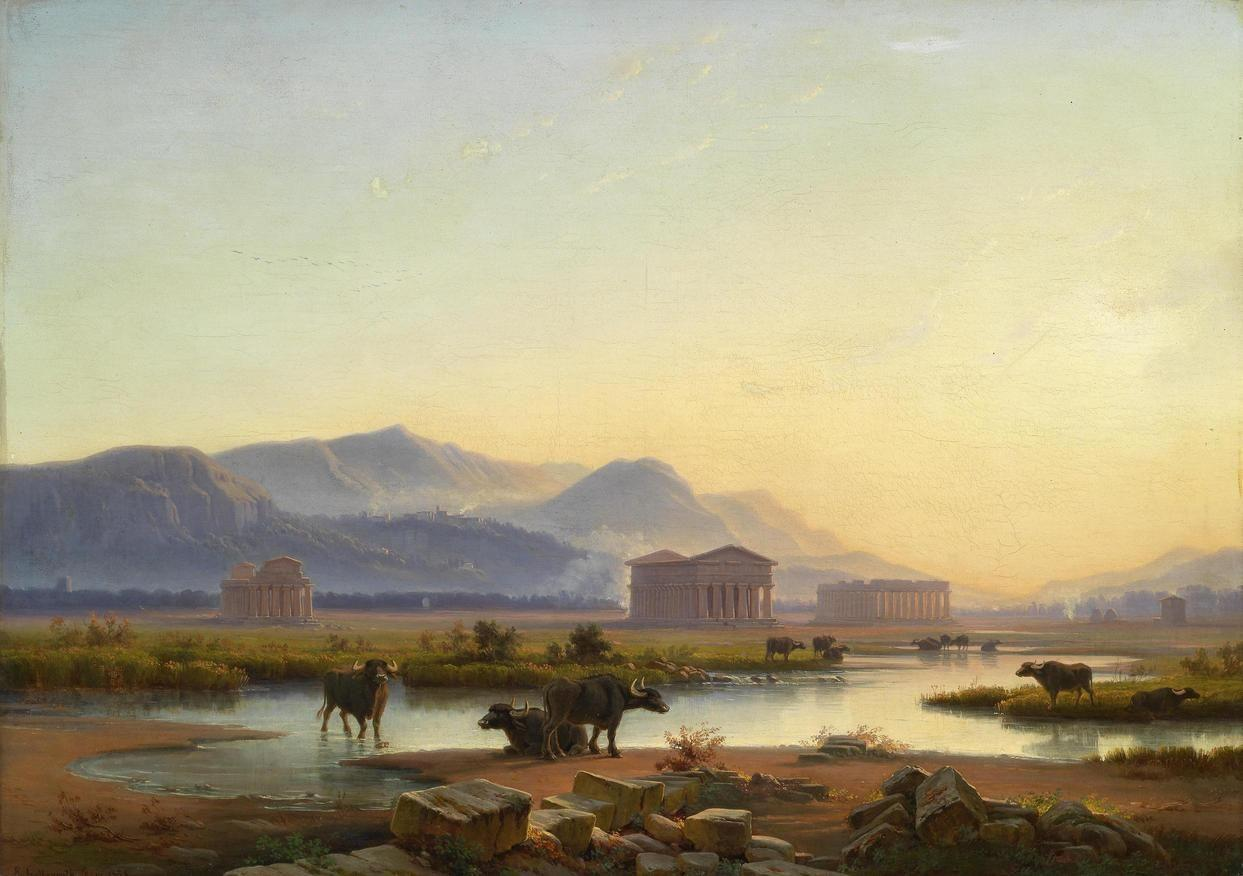
Wasserbüffel in der Campagna, 1854

- 1829: Selbstbildnis mit Bruder Woldemar
- 1830: Brandung
- 1837: Italienische Landschaft mit Fischerbooten an der Küste
- 1851: In der römischen Campagna
- 1853: Campagnalandschaft
- 1854: Wasserbüffel in der Campagna
- 1856: Das Kolosseum vom Palatin